# Vila Carmela (Guarulhos)
A Vila Carmela é uma vizinhança localizada na área norte do bairro administrativo de Bonsucesso, distrito de Jardim Presidente Dutra, em Guarulhos, estado de São Paulo, Brasil. É uma vizinhança mista entre áreas comerciais e residenciais de classe baixa e média baixa. A principal avenida da vizinhança é a Carmela Thomeu, cortando o bairro de leste a oeste com vários comércios e um banco Caixa Econômica Federal.
A vizinhança nasceu como um loteamento de uma grande área pertencente ao ex-prefeito Paschoal Thomeu, no ano de 1970. O nome da vizinhança é uma homenagem à mãe de seu proprietário, Carmella Lamberga Thomeu. Em 2010 foi lançado o loteamento como "Nova Carmela", oficialmente uma vizinhança Residencial e Comercial de Guarulhos, que é um loteamento planejado ligado a atual vizinhança pela avenida, sendo a continuação da avenida Carmela Thomeu, com vários empreendimentos imobiliários sendo comercializados em 2023, no final da avenida situa-se um novo loteamento que é denominado de Nova Carmela, trata-se de mais uma extensão da vizinhança que foi planejado, onde há diversas construções, casas de bom padrão e edifícios residenciais além Parque das Araucárias, com brinquedos para crianças, campo de futebol, pista de caminhada e uma academia popular ao ar livre.
A vizinhança foi crescendo com muito empenho de seus moradores. Moradores antigos da vizinhança dizem que no passado era difícil conseguir acesso a água potável na região, além de dificuldades com as linhas de ônibus municipais, que demoravam para chegar ao bairro Centro do município.